# Casa de Hatzfeld

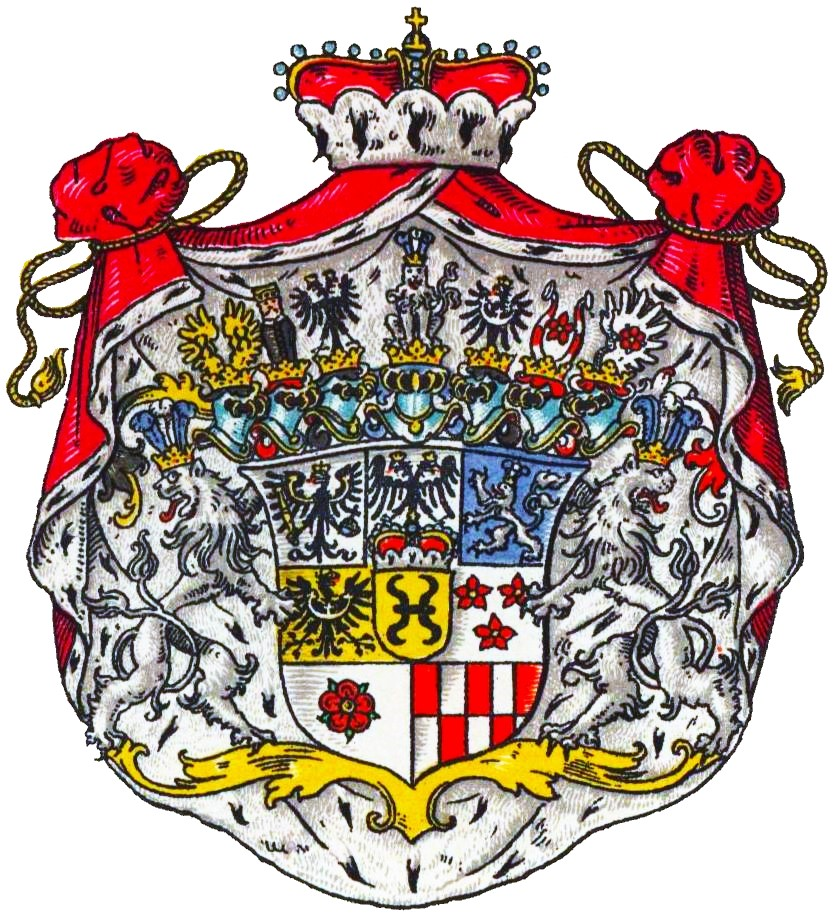
Escut dels prínceps de Hatzfeld(t)

La Casa de Hatzfeld, és el nom d'una antiga i influent família noble alemanya, els membres de la qual van tenir un paper important en la història del Sacre Imperi Romanogermànic, Prússia i Àustria.

## Història
Pertanyien a l'alta noblesa originària de Hesse. La família és esmentada per primera vegada l'any 1138 i té la seu ancestral a Hatzfeld. El 1418 la família va heretar el castell de Wildenburg prop de Friesenhagen, un senyoriu amb immediatesa imperial, dels senyors de Wildenburg.

## Títols
Melchior von Hatzfeld (1593–1658), mariscal de camp imperial a la Guerra dels Trenta Anys, es va convertir en el primer comte el 1635. Va ser infeuït amb el castell de Trachenberg a Silèsia el 1641, i amb el castell de Gleichen i la ciutat de Wandersleben a Turíngia el 1651.
Franz Phillip Adrian es va convertir en el primer Fürst prussià (príncep de Hatzfeld-Gleichen-Trachenberg) el 1741 (la branca es va extingir el 1794). La branca Hatzfeldt-Werther-Schönstein va heretar Trachenberg i esdevingué prínceps prussians de Hatzfeldt i Trachenberg el 1803 i ducs prussians de Trachenberg el 1900 (encara existent). Van perdre les seves propietats, inclosa Trachenberg, quan Silèsia va passar a formar part de Polònia el 1945, després de la Segona Guerra Mundial, i el govern comunista polonès va expulsar la major part de la població alemanya de Silèsia.
La branca Hatzfeld-Wildenburg-Weisweiler va heretar Crottorf, Schönstein, Kalkum, així com nombroses altres propietats el 1794 i es van convertir en prínceps prussians de Hatzfeld-Wildenburg el 1834 (la branca es va extingir el 1941 i va ser heretada pel comte Hermann von Dönhoff, qui va prendre el nom de Hatzfeld-Wildenburg-Weisweiler de la família de la seva mare com a comte von Hatzfeldt-Dönhoff). És un dels majors terratinents de Renània-Palatinat, posseint també els castells de Crottorf i Schönstein.

## Membres notables

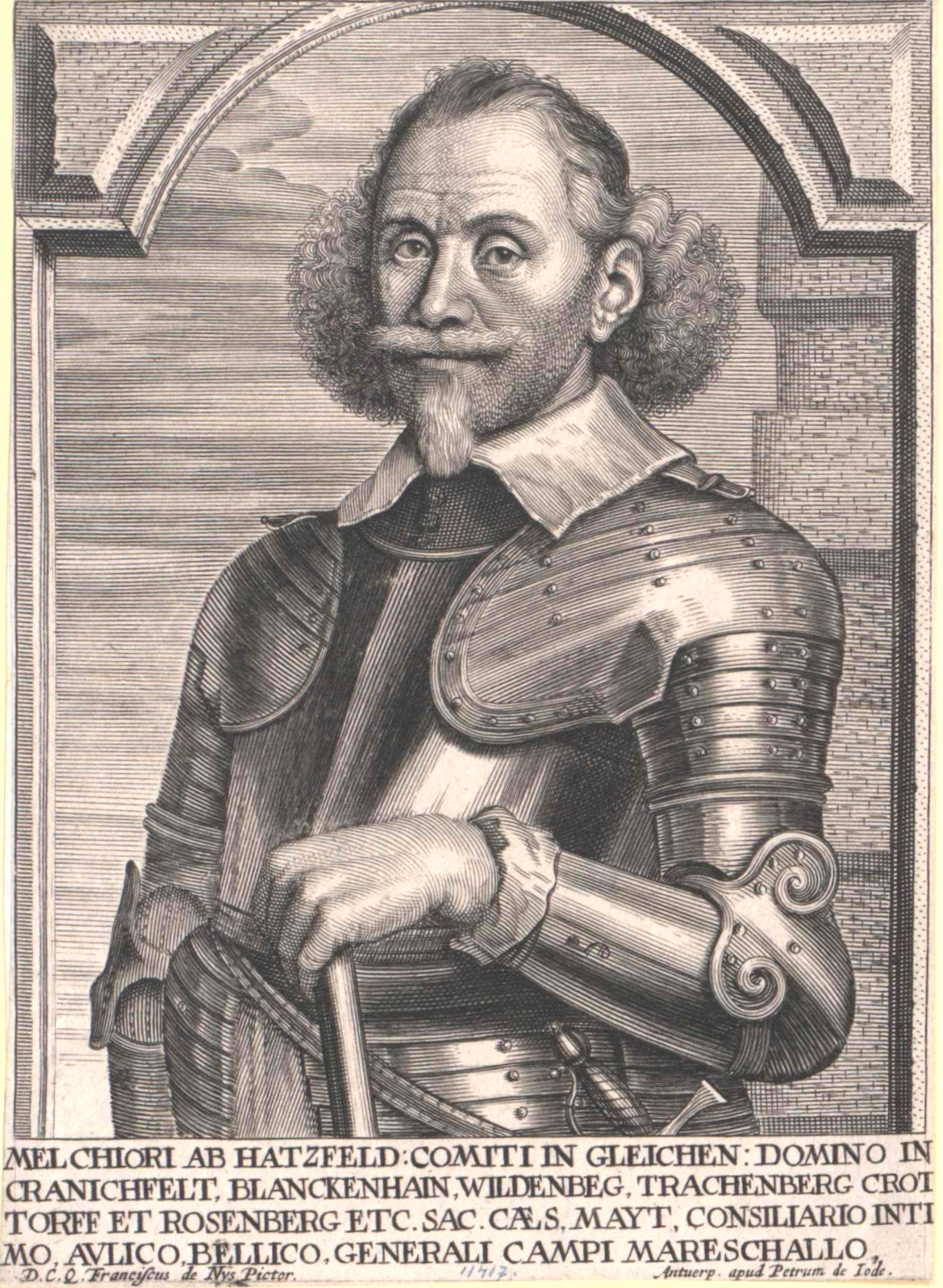
Comte Melchior von Hatzfeldt (1593–1658), mariscal de camp a la Guerra dels Trenta Anys

- Melchior von Hatzfeld (1593–1658), mariscal de camp a la Guerra dels Trenta Anys
- Franz von Hatzfeld (1596–1642), príncep-bisbe de Bamberg
- Carl Friedrich Hatzfeldt zu Gleichen (1718–1793), estadista austríac
- Franz Ludwig von Hatzfeldt (1756−1827), general prussià
- Sophie von Hatzfeldt (1805–1881), "La comtessa vermella"
- Max von Hatzfeldt (1813–1859), diplomàtic
- Paul von Hatzfeldt-Wildenburg (1831–1901), diplomàtic i secretari d'Afers Exteriors d'Alemanya
- Elisabeth von Hatzfeldt (1839–1914), princesa de Carolath-Beuthen
- Hermann von Hatzfeldt zu Trachenberg (1848–1933), polític
- El príncep Franz Edmund JGV von Hatzfeldt-Wildenburg (1853-1910), propietari de cavalls de carreres
- Princesa Clara von Hatzfeldt-Wildenburg (1860-1928), hereva
- Hermann von Hatzfeldt-Wildenburg (1867–1941), diplomàtic
- Georg von Hatzfeld (1929–2000), editor, polític

## Residències

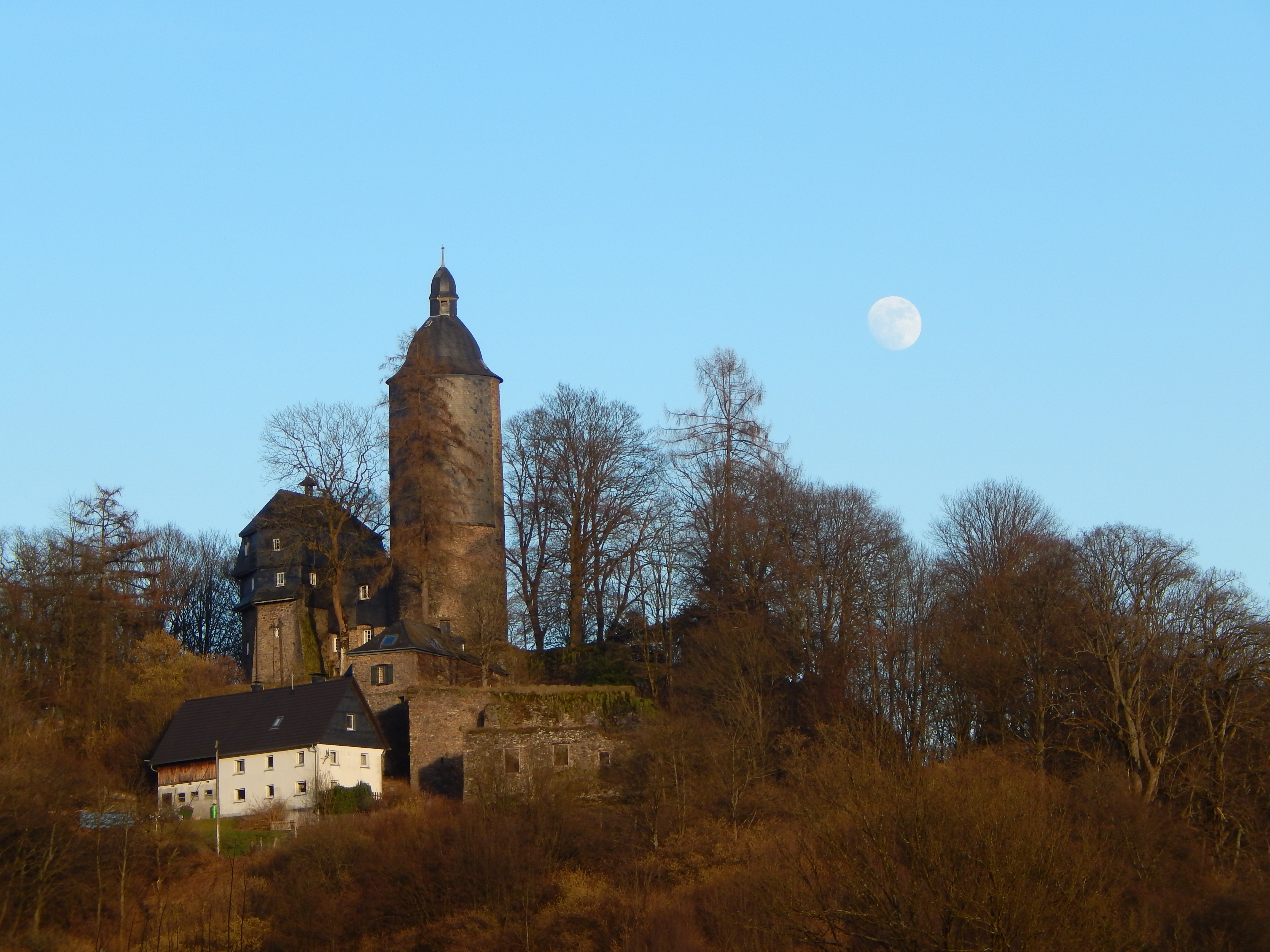
Ruïnes del castell de Wildenburg
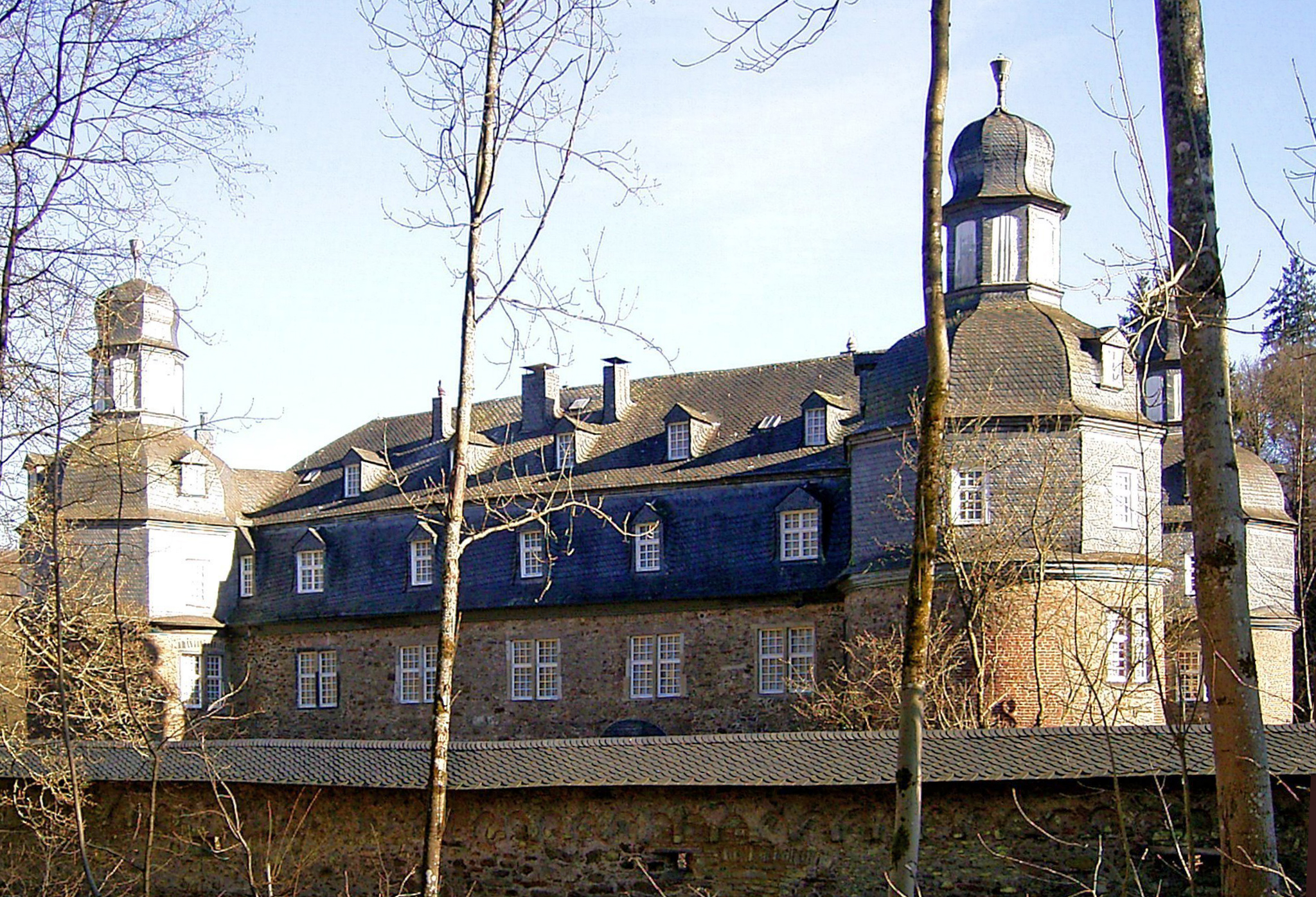
Castell de Crottorf prop de Friesenhagen (propietat de la família des de 1563)
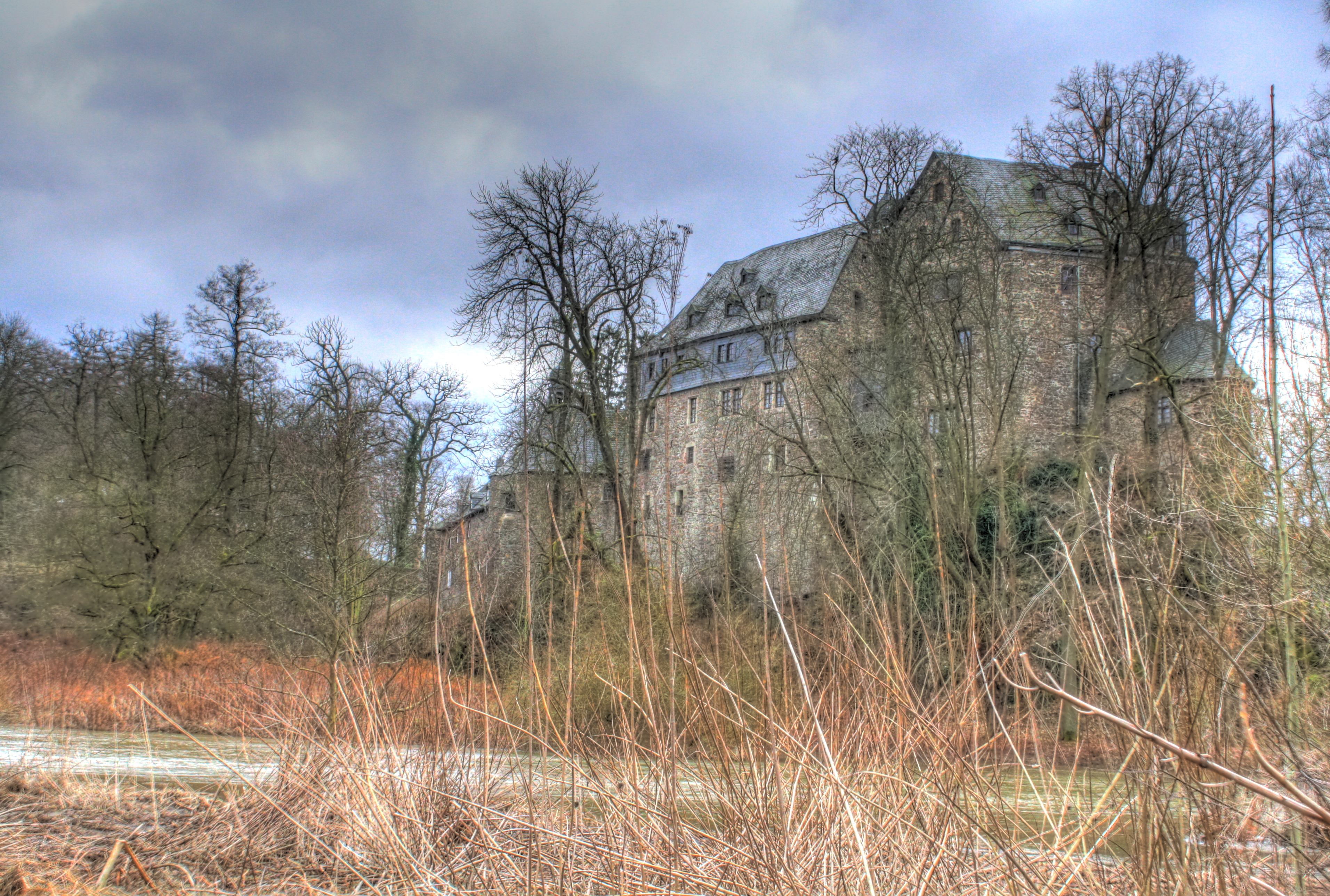
Castell de Schönstein prop de Wissen (propietat de la família des de 1589)
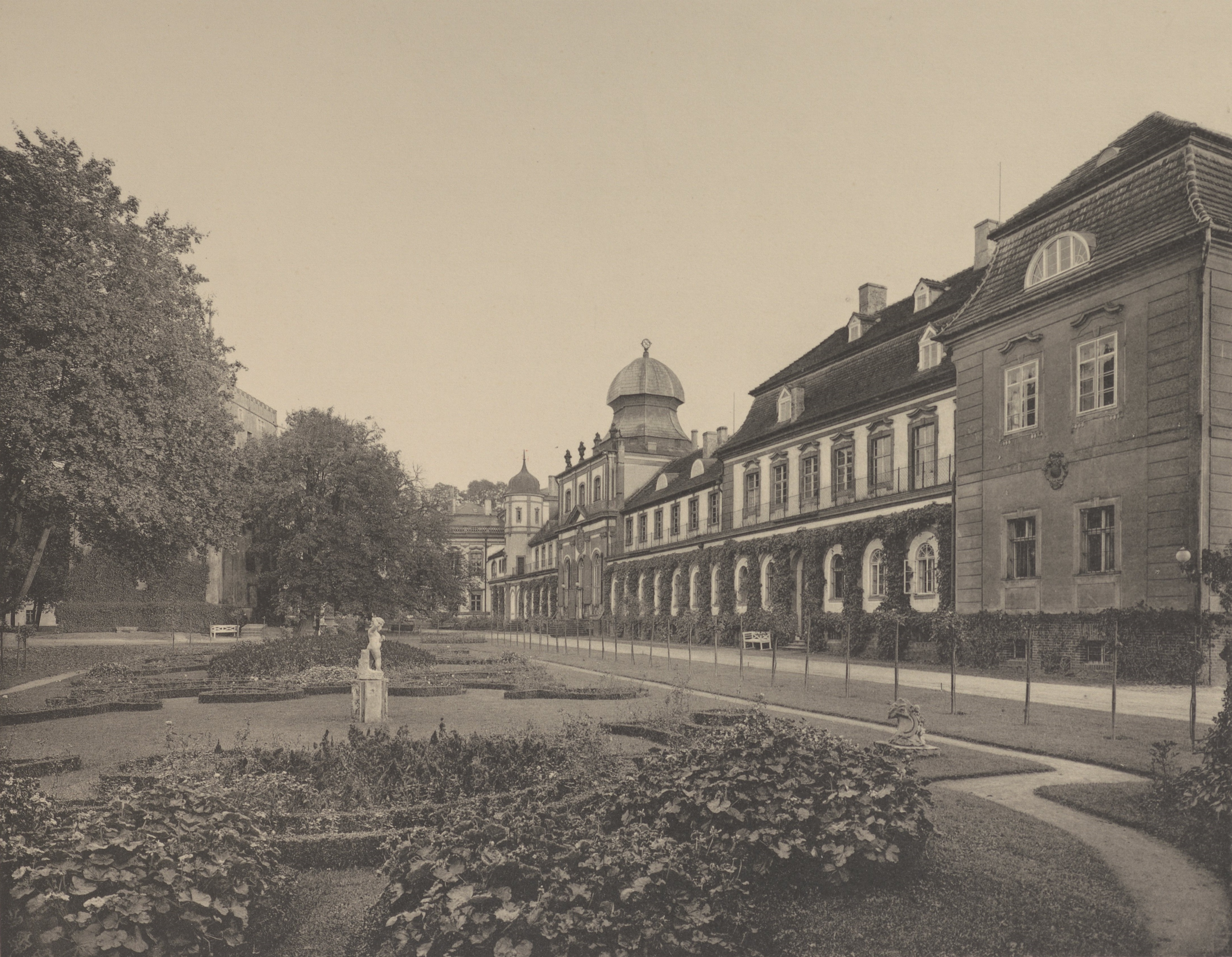
Castell de Trachenberg, Silèsia (avui Żmigród, propietat de la família entre 1641 i 1945)
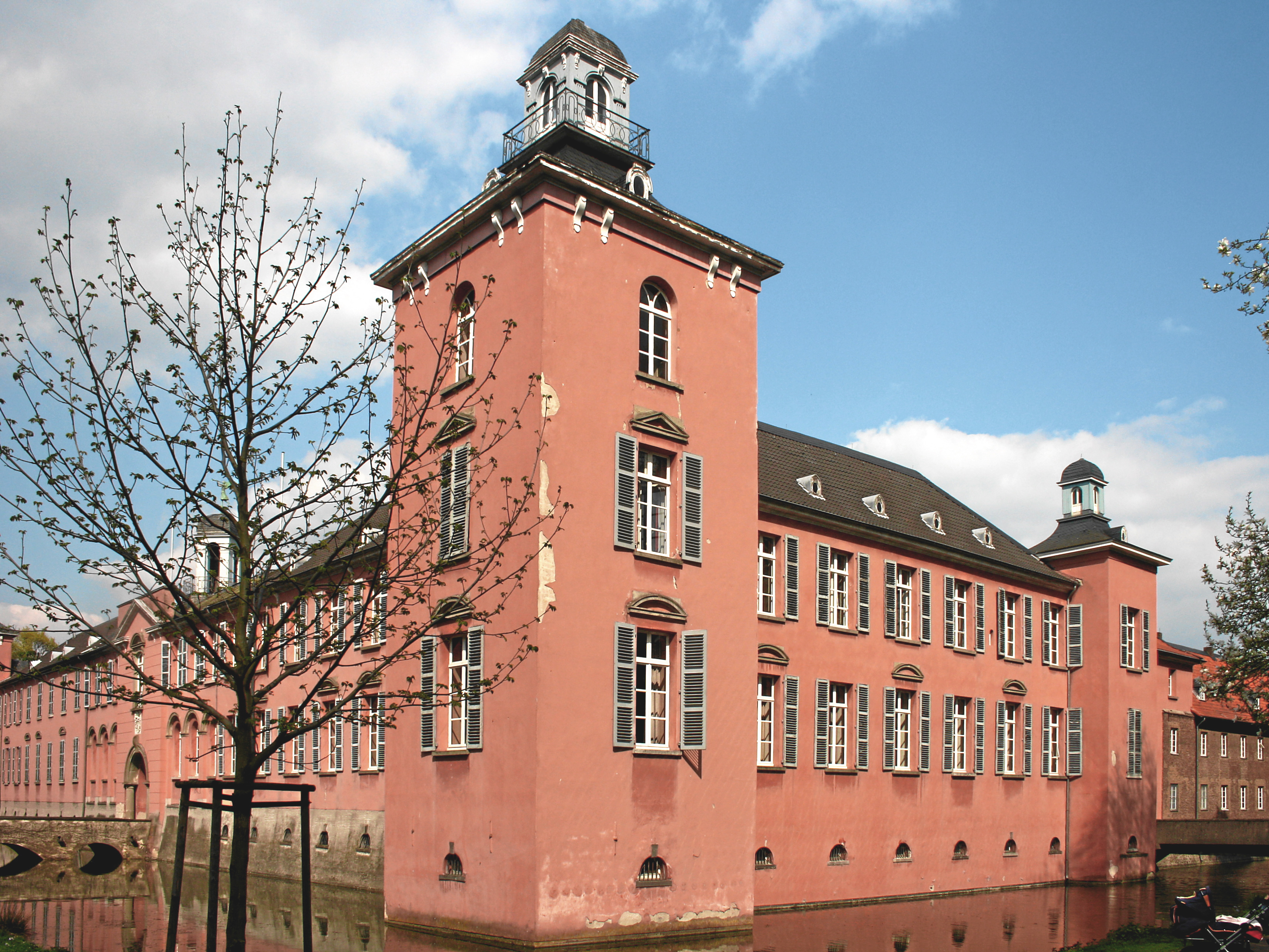
Castell de Kalkum a prop de Düsseldorf(propietat de la família des d'inicis del segle XVIII fins a 1946)
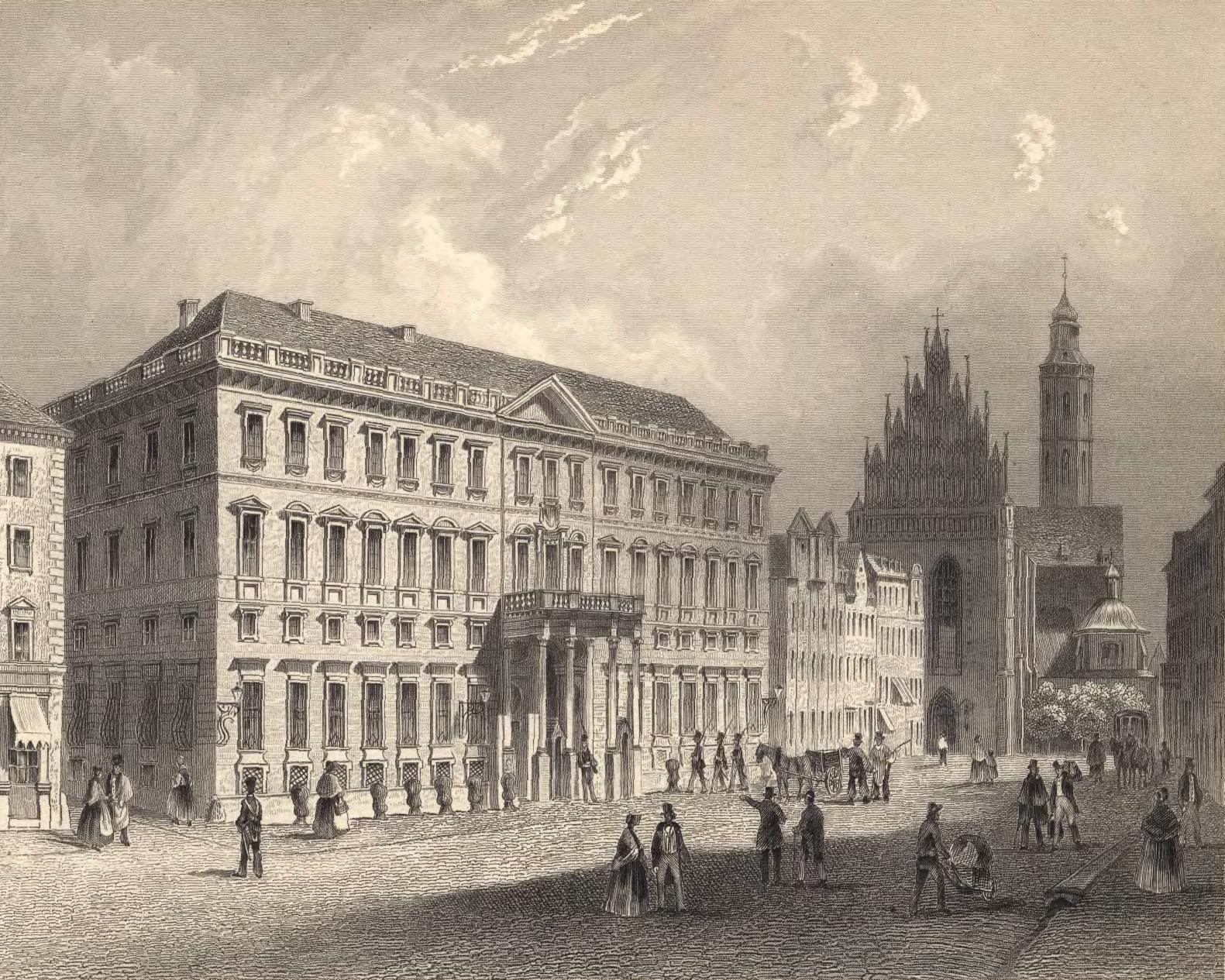
Breslau (Breslau) Palau Hatzfeld (1765)